# Hermandad de la Expiración (Cáceres)
La Ilustre Hermandad de Penitencia y Cofradía de Nazarenos de Nuestro Padre Jesús de la Expiración de la Arguijuela y Nuestra Madre y Señora de Gracia y Esperanza, más conocida como Cofradía de los Andaluces, es una hermandad de la Semana Santa de Cáceres, en España.
La hermandad originada en el año 1992, tiene su origen en la devoción local de varios siglos a las imágenes tardomedievales de estilo hispano flamenco de Nuestro Padre Jesús de la Expiración y de la Santísima Virgen de Gracia y Esperanza, que se veneraban desde el siglo XIV-XV junto al castillo de las Arguijuelas de Abajo.
Su sede canónica se encuentra actualmente en la iglesia de Cristo Resucitado (barrio R-66 del distrito Oeste) y procesiona el Viernes Santo por la mañana.

## Historia
A unos 10 km al sur de Cáceres, junto a la carretera nacional N-630, se encuentran el castillo de las Arguijuelas de Abajo en un lado y la ermita de Nuestra Señora de Gracia en el otro. Está fechada en el siglo XV y albergaba un crucificado de finales del siglo XIV bajo la advocación de Cristo de la Expiración. Se tiene constancia también de la existencia de una antigua Cofradía de Ntra. Sra. de Gracia datada en 1547 cuyos documentos se conservan en el archivo parroquial de la iglesia de San Mateo.
Con estos antecedentes, en el año 1990 un grupo de andaluces residentes en la ciudad de Cáceres, con el presidente de la Casa de Andalucía, Jesús Brazales, al frente, acuden a una romería en el citado castillo bajo el auspicio de su propietario el Vizconde de Rodas que buscaba fomentar el culto a la imagen del crucificado celebrando anualmente la romería en ese lugar.
Al contemplar la talla surgió el germen de la futura Cofradía y el Vizconde desde el primer momento apoyó el proyecto pues todos anhelaban dar a conocer la imagen en la ciudad. Los titulares de la corporación serían Nuestro Padre Jesús de la Expiración y la Virgen de Gracia titular de la primitiva ermita.
Tras la redacción de las pertinentes reglas, el 7 de abril de 1992 fue erigida canónicamente la Hermandad bajo firma del Obispo de Coria-Cáceres D. Ciriaco Benavente.
El 2 de mayo del mismo año se incorpora la Hermandad a la Unión de Cofradías Penitenciales.
Andaluces (ya cacereños de adopción) y entusiastas locales, se unen para formar la primera Junta de Gobierno y a pesar de las dificultades principalmente económicas consiguen realizar en 1993 su primera estación de penitencia una vez restaurada la imagen cristífera. 
Ya en el año 2002 se bendijo la imagen titular mariana, Nuestra Madre y Señora de Gracia y Esperanza, apropiada para procesionar ya que la talla original que se encontraba en la primitiva ermita no cumplía dichas características. La talla dolorosa se incorporó a la procesión en el año 2004.
En 2013, por el año de la fe, se incorpora a un selecto número de Dolorosas para participar al Rosario Magnoy participa también en 2024 en la Magna Mariana por el I Centenario de Coronación de la Virgen de la Montaña.

## Imaginería de la Hermandad

### Nuestro Padre Jesús de la Expiración

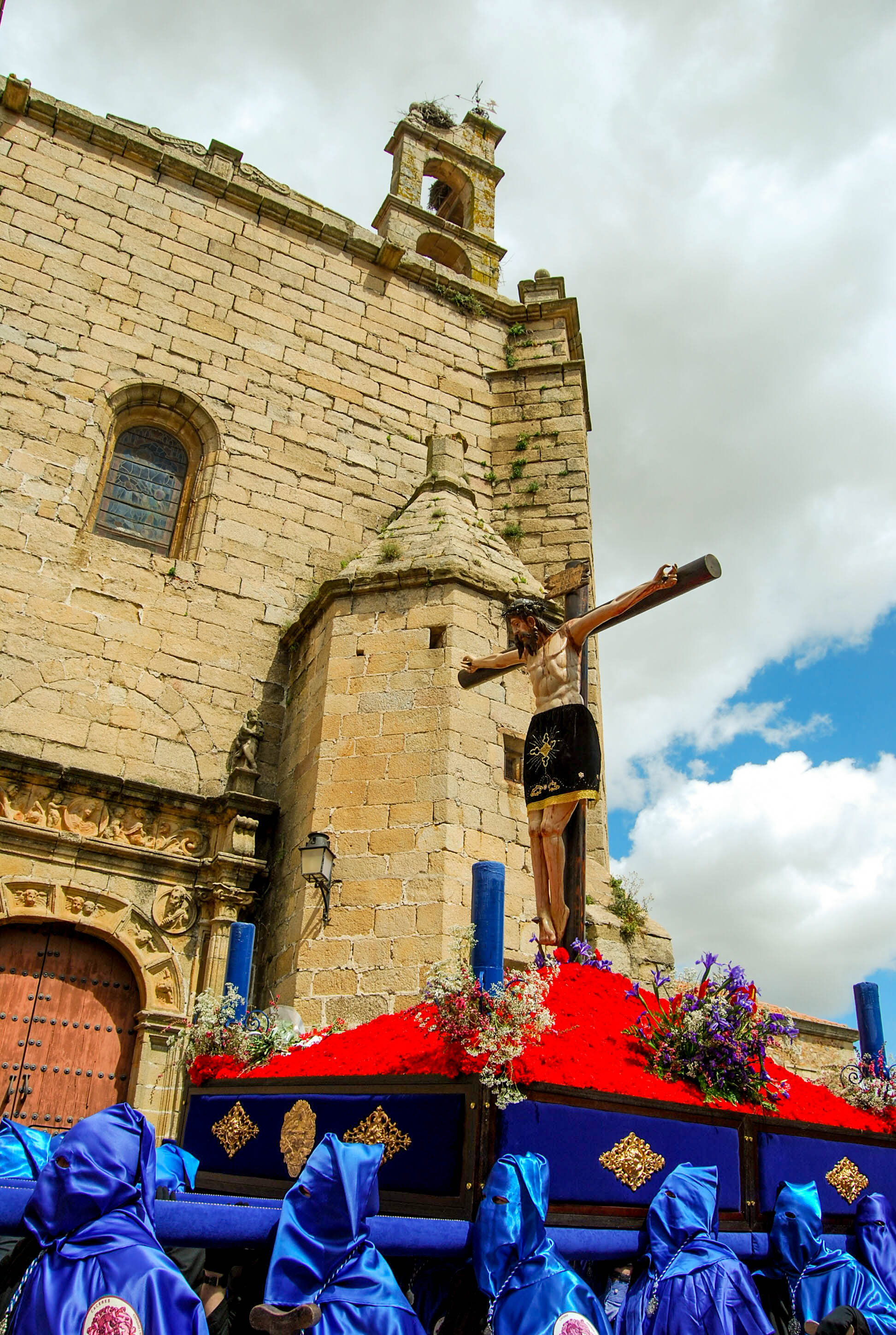
Nuestro Padre Jesús de la Expiración en el acto de la expiración en la plaza de San Mateo

La imponente talla es propiedad del Vizconde Rodas y está cedida a la Cofradía para su culto y uso procesional.
El Cristo es de finales del siglo XIV, primer tercio del XV, correspondiente al alto gótico y con rasgos del naturalismo reinante en la zona castellana, cercano a la corriente hispanoflamenca, de la zona de Flandes. Se aprecia de forma clara un marcado naturalismo en la representación del dolor y de los atributos de la pasión en la figura. La figura es de tamaño mayor al natural (2 metros), clavada en cruz de madera. Originalmente se encontraba ataviada con faldón (de tela adamascada del siglo XVIII), aunque actualmente porta faldones generalmente de terciopelo y bordados, A pesar de no ser articulada fue concebida para ser vestida, por la condición estructural de cadera y por el paño de pureza enroscado, sin nudos laterales. Su autoría no se ha podido determinar ya que no constan documentos ni se encontró marca alguna durante sus restauraciones.
El Cristo de la Expiración expresa el momento final del Señor, con el rostro desgarrado de dolor bañado en la serenidad y en la tibieza del instante definitivo, de contracción de todos los músculos en el momento previo a la muerte, todavía sin marca en el costado pues se representa el momento justamente previo a la acción de Longinos.
La imagen se conserva en el  castillo de las Arguijuelas de Abajo hasta su traslado en Cuaresma, donde recibe sus cultos en el Templo de Cristo Resucitado junto a la cotitular.

### Nuestra Madre y Señora de Gracia y Esperanza

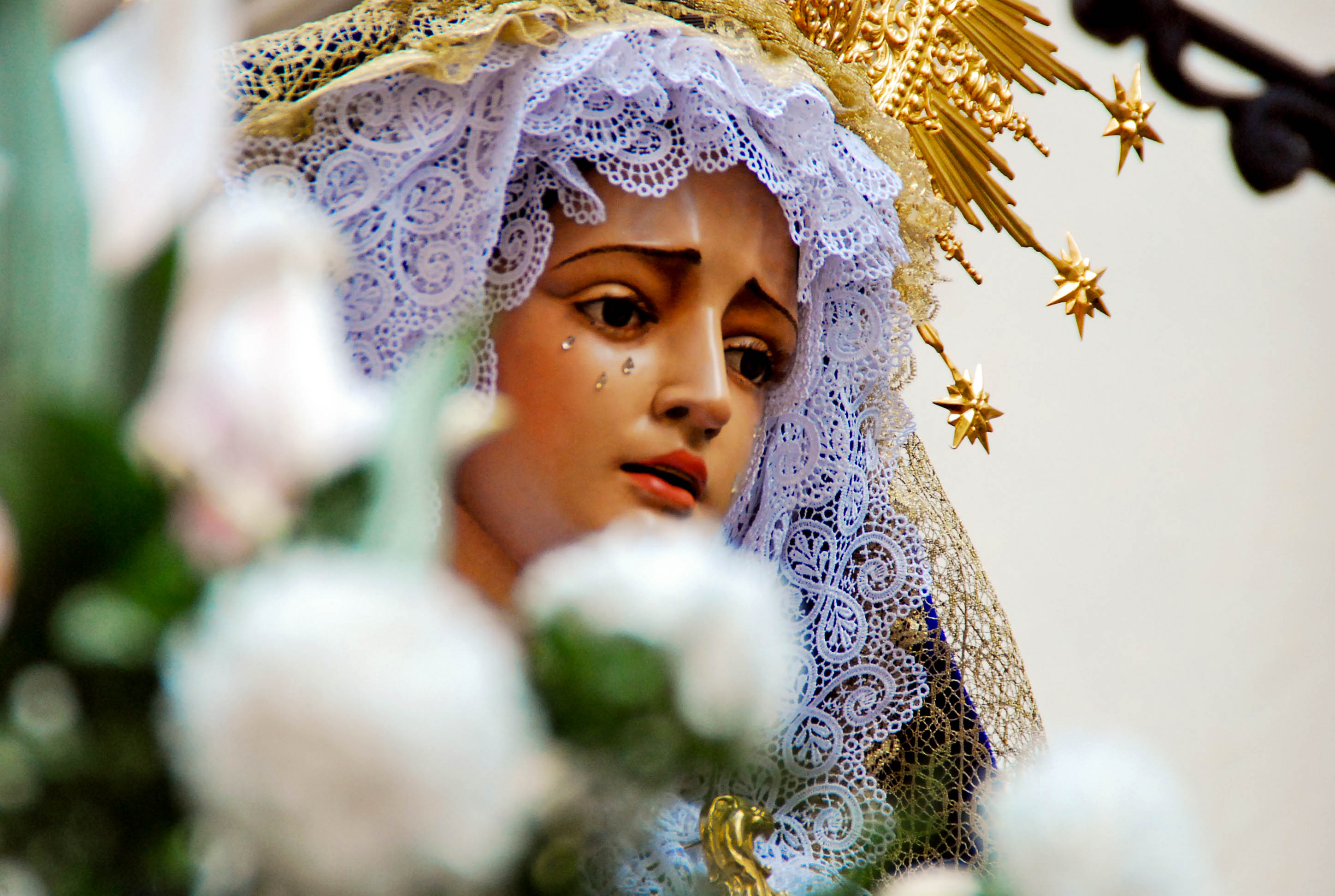
Nuestra Madre y Señora de Gracia y Esperanza

A diferencia de la anterior, la imagen medieval de Nuestra Señora de Gracia y Esperanza no es la que procesiona. Se trata de una imagen que llegó a la década de 1980 muy deteriorada y hubo que restaurarla notablemente. El vizconde la conserva normalmente en su vivienda particular o en las Arguijuelas, evitando exponerla al público en procesiones para evitar los daños que podría sufrir por su antigüedad.
Debido a ello, en 2001 se encargó la realización de una talla en madera de cedro al Director de la Academia Española de Imaginería de Sevilla, Ángel Luis Schaltter Navarro. Finalmente, la talla fue realizada por el Sr. Schaltter y el alumno de la Academia Javier Albenca. Se trata de una imagen de candelero de estilo neobarroco andaluz con rasgos suaves y de marcada belleza expresiva, refleja la tensión e impotencia ante la muerte del hijo, pero con la serenidad propia de la esperanza. La nueva titular mariana fue bendecida el día 25 de mayo de 2002, por el obispo Ciriaco Benavente Mateos.La imagen mariana permanece permanentemente en el Templo de Cristo Resucitado (R-66) donde recibe culto. 

## Procesión
La salida procesional de esta Hermandad cuenta con una relevante personalidad propia, ya que al tradicional y sobrio estilo de carga cacereño se le añaden elementos propios de la cultura andaluza, cambios notables de paso, forma de mandar de los capataces o los hábitos diferenciados para los penitentes en función de si acompañan al Cristo o la Virgen.
A lo largo del recorrido la Cofradía hace reverencia a los templos con el Santísimo expuesto por los que pasa y realiza un emotivo acto en las puertas de San Juan con la Cofradía hermana de los Ramos.
En la calle Clavellinas la empinada cuesta ofrece la imagen más reconocible de esta Hermandad cuando los pasos ascienden el empinado asfalto a gran velocidad entre los aplausos del público siempre masivo.
Finalmente, en la recogida se celebra la ceremonia de la expiración de Cristo y finaliza la estación penitencial.

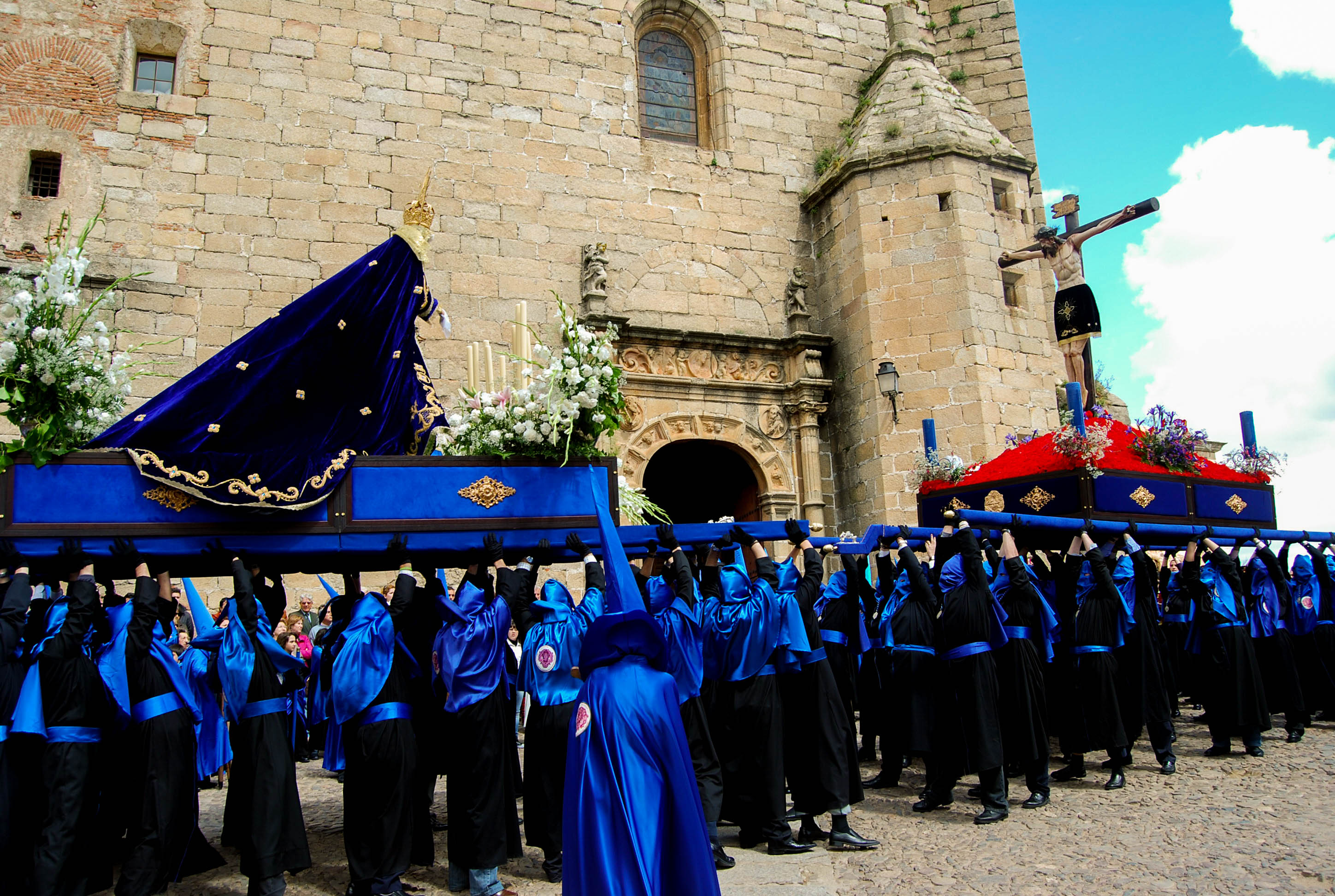
Acto de la expiración, donde los pasos se alzan a hombros.

#### Hábito
- Hermanos de escolta (Cristo):' Túnica negra, fajín azul prendido a la cintura y capa y capuchón de raso azul y guantes negros.

- Hermanos de escolta (Virgen): Túnica blanca, fajín azul prendido a la cintura y capa y capuchón de raso azul y guantes negros.

- Hermanos de carga: Sustituyen capa y capuchón por capelina y antifaz.

#### Pasos
- Nuestro Padre Jesús de la Expiración de la Arguijuela (Anónimo, s.XIV)

- Ntra. Madre y Sra. de Gracia y Esperanza (Ángel Luis Slater, 2003)

#### Itinerario
Palacio Torre de Sande (11:00), de la Monja, San Mateo, Ancha, Puerta de Mérida, Santa Clara (estación de penitencia, 11:45h), Soledad, Pizarro, Sergio Sánchez, plaza del Dr Durán, corredera Alta, Gran Vía, Sánchez Garrido, Pintores, San Juan (estación de penitencia 12:45h), Roso de Luna, plaza Marrón, Clavellinas, San Pedro, Donoso Cortés, Pizarro, Soledad, Santa Clara, Puerta de Mérida, Ancha, San Mateo (ceremonia de la expiración), de la Monja, Palacio Torre de Sande (15:00).

#### Acompañamiento Musical
- AM Ntro. Padre Jesús Nazareno (Villanueva de la Serena) en el paso de Cristo.

- Banda municipal de música del Casar de Cáceres en el paso de Virgen.

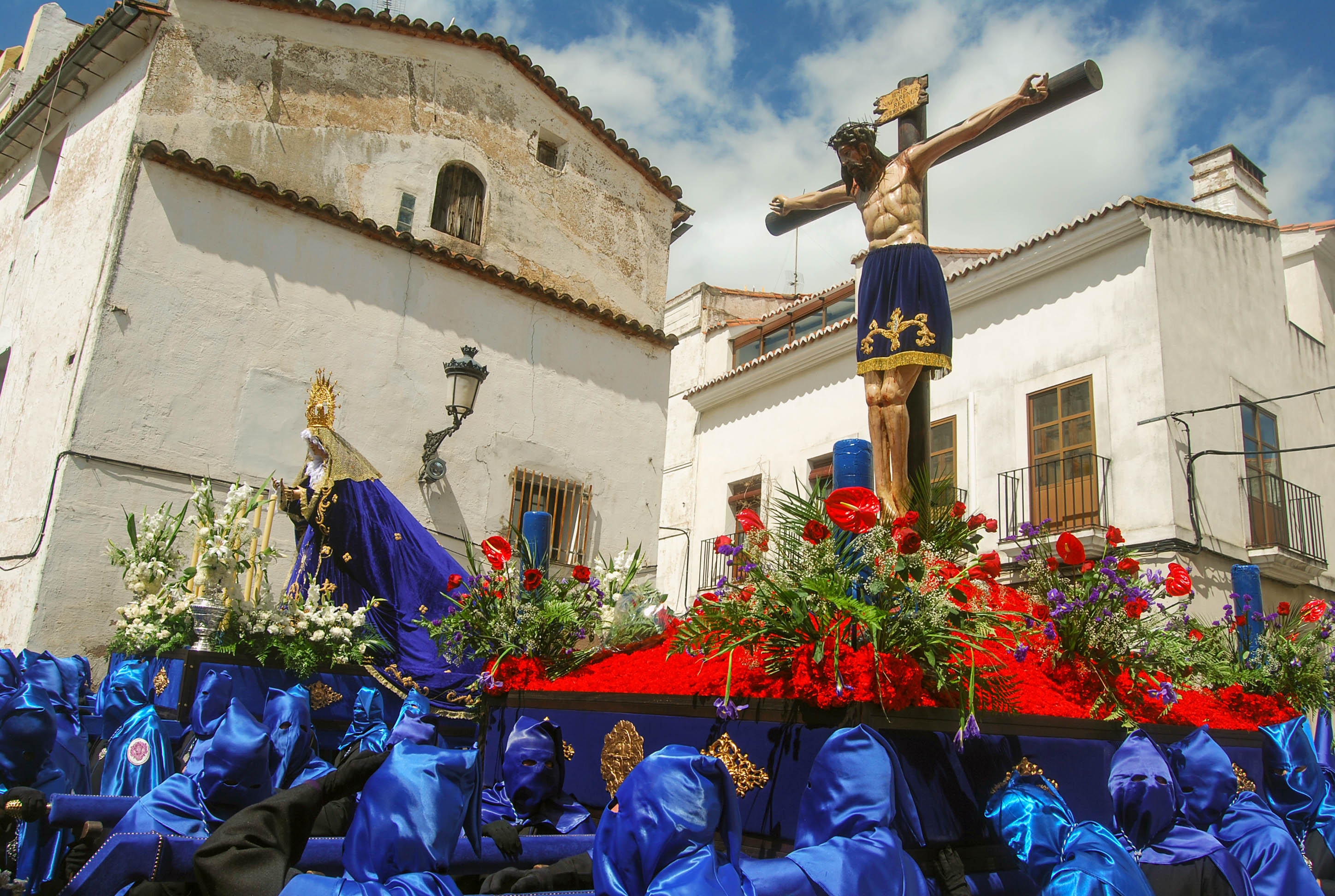
Reverencia hacia la Cofradía de la Soledad en uno de los últimos tramos de la procesión

## Celebraciones y cultos
En cuanto a las celebraciones cultuales que organiza la Hermandad se destaca:
- Solemne Triduo en honor de Ntra. Sra. y Madre de Gracia y Esperanza y Nuestro Padre Jesús de la Expiración. Se realiza la quinta semana de Cuaresma en el Templo de Cristo Resucitado.[10]
- Solemne Vía-crucis en honor a Nuestro Padre Jesús de la Expiración. Se realiza en la tarde-noche del Viernes de Dolores, previo traslado privado hacia el Palacio Episcopal se lee el vía crucis hacia el Palacio Torre de Sande, de donde saldrá la mañana del Viernes Santo.
- Cruz de Mayo. Por sus orígenes andaluces y su arraigo a esta cultura, la hermandad realiza una cruz de mayo al estilo cordobés en el patio del Palacio Torre de Sande en la primera semana del mes de mayo.